# Medaljfördelning vid olympiska sommarspelen 1912
Medaljfördelning vid Olympiska sommarspelen 1912 i Stockholm.

      Värdnation (Sverige)
| Plac. | Land           | Guld | Silver | Brons | Totalt antal medaljer |
| ----- | -------------- | ---- | ------ | ----- | --------------------- |
| 1     | USA            | 25   | 19     | 19    | 63                    |
| 2     | Sverige        | 24   | 24     | 17    | 65                    |
| 3     | Storbritannien | 10   | 15     | 16    | 41                    |
| 4     | Finland        | 9    | 8      | 9     | 26                    |
| 5     | Frankrike      | 7    | 4      | 3     | 14                    |
| 6     | Tyskland       | 5    | 13     | 7     | 25                    |
| 7     | Sydafrika      | 4    | 2      | 0     | 6                     |
| 8     | Norge          | 4    | 1      | 4     | 9                     |
| 9     | Kanada         | 3    | 2      | 3     | 8                     |
| 9     | Ungern         | 3    | 2      | 3     | 8                     |
| 11    | Italien        | 3    | 1      | 2     | 6                     |
| 12    | Australasien   | 2    | 2      | 3     | 7                     |
| 13    | Belgien        | 2    | 1      | 3     | 6                     |
| 14    | Danmark        | 1    | 6      | 5     | 12                    |
| 15    | Grekland       | 1    | 0      | 1     | 2                     |
| 16    | Ryssland       | 0    | 2      | 3     | 5                     |
| 17    | Österrike      | 0    | 2      | 2     | 4                     |
| 18    | Nederländerna  | 0    | 0      | 3     | 3                     |
|       | Totalt         | 103  | 104    | 103   | 310                   |